# Thrasher (rivista)
Thrasher è una rivista di skateboard fondata nel gennaio 1981 da Eric Swenson e Fausto Vitello e pubblicata da High Speed Productions, Inc. di San Francisco, negli Stati Uniti. La pubblicazione comprende principalmente articoli relativi allo skateboard e alla musica, fotografie, interviste e recensioni di skatepark. La rivista gestisce anche un sito Web, che include segmenti come "Firing Line" e "Hall of Meat", un negozio online, una raccolta di video, un programma radiofonico e un forum per utenti registrati. La società possiede e gestisce anche la struttura per skateboard indoor Double Rock.

## Storia

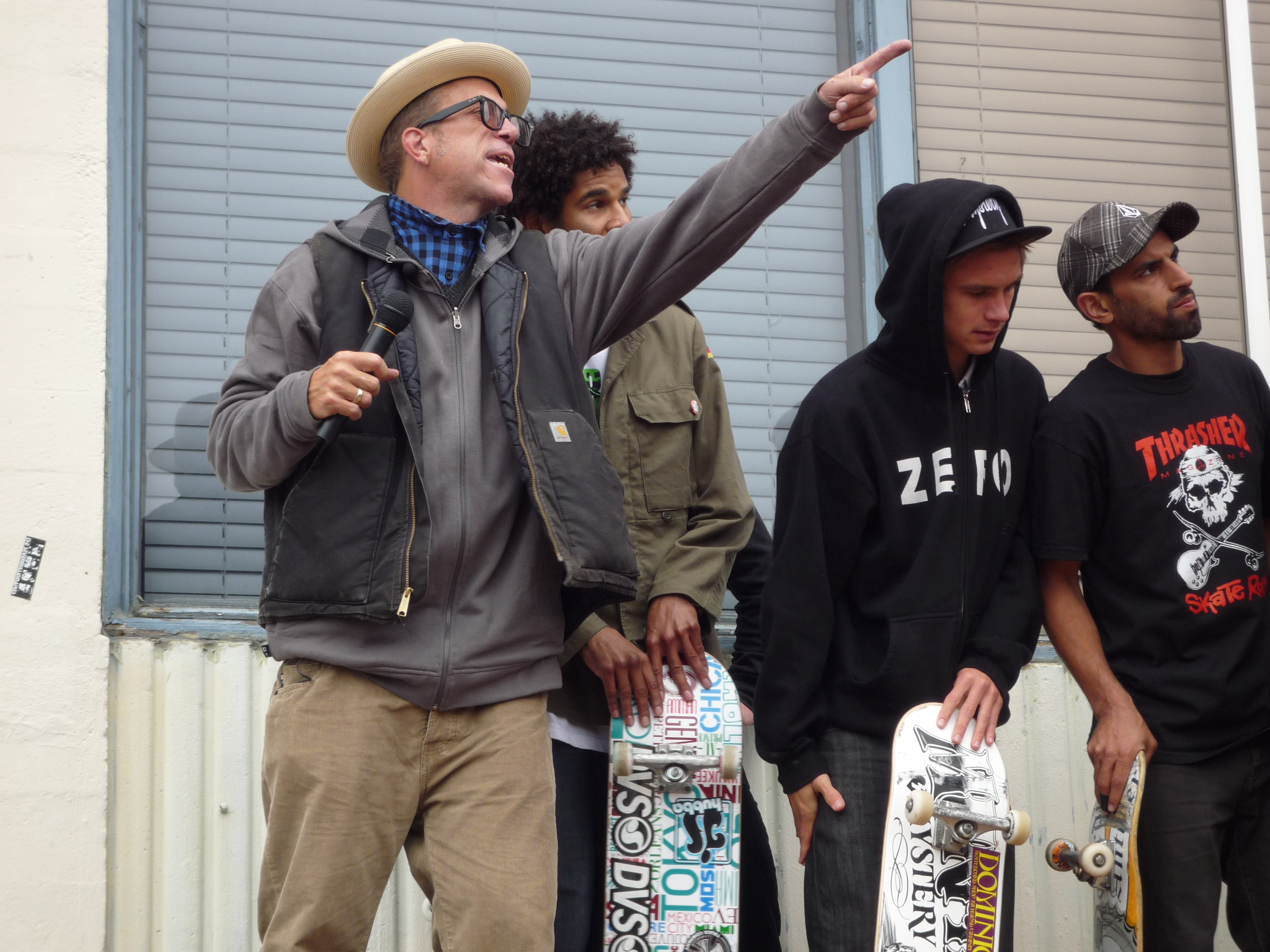
Jake Phelps in una gara di skate organizzata dalla rivista Thrasher

Thrasher è stata fondata nel 1981 da Fausto Vitello ed Eric Swenson, principalmente per promuovere Independent Truck Company, la loro società di skateboard. Il primo editore della rivista è stato Kevin Thatcher. Nel 1993, Jake Phelps è stato nominato editore della rivista. Nel 1999, la rivista ha sponsorizzato un gioco per PlayStation chiamato Thrasher Presents Skate and Destroy. Il figlio di Vitello, Tony, è subentrato come proprietario della rivista dopo che suo padre è morto di infarto nel 2006 e Swenson si è suicidato nel 2011. Il 14 marzo 2019, l'editore di lunga data Jake Phelps è morto.

## Sito Web
Il sito web della rivista presenta episodi di segmenti regolarmente aggiornati e ospita un forum in cui gli utenti registrati possono partecipare a discussioni online.
- "Burnout" (blog fotografico a lungo termine, gestito dal fotografo senior staff, Michael Burnett)
- "Double Rock"
- "Firing Line"
- "Hall of Meat" (video con "outtakes" di skater che si feriscono mentre tentano di eseguire acrobazie).
- "Skateline" (ospitato da Gary Rogers)
- "Bru-Ray" (alcune modifiche del tour del filmato da Thrasher P-Stone)

## Skater dell'anno
Il titolo di "Skater of the Year" viene assegnato ogni anno dalla rivista Thrasher. La tradizione è iniziata nel 1990 e il riconoscimento rimane uno dei premi più rispettati nella cultura mondiale dello skateboard. Il titolo viene assegnato a uno skater ogni anno e annunciato dall'editore di Thrasher. Chris Cole e Danny Way sono gli unici doppi destinatari.

## King of the Road
Nel 2003, Thrasher ha iniziato la competizione di skateboard King of the Road (KOTR). Nel concorso KOTR, a un gruppo di squadre pre-invitate di skater professionisti viene assegnato un opuscolo contenente una serie di sfide. I punti vengono assegnati al completamento di ogni sfida. I team competono contemporaneamente per un periodo di due settimane, durante il quale viaggiano attraverso gli Stati Uniti per completare quante più sfide possibili.
KOTR si tiene ogni anno sin dal suo inizio, con l'eccezione del 2008 e del 2009. Nel 2011, Thrasher e Converse hanno ospitato la competizione in Cina, con la partecipazione delle quattro maggiori società cinesi di piattaforme per skateboard.

## Skate Rock

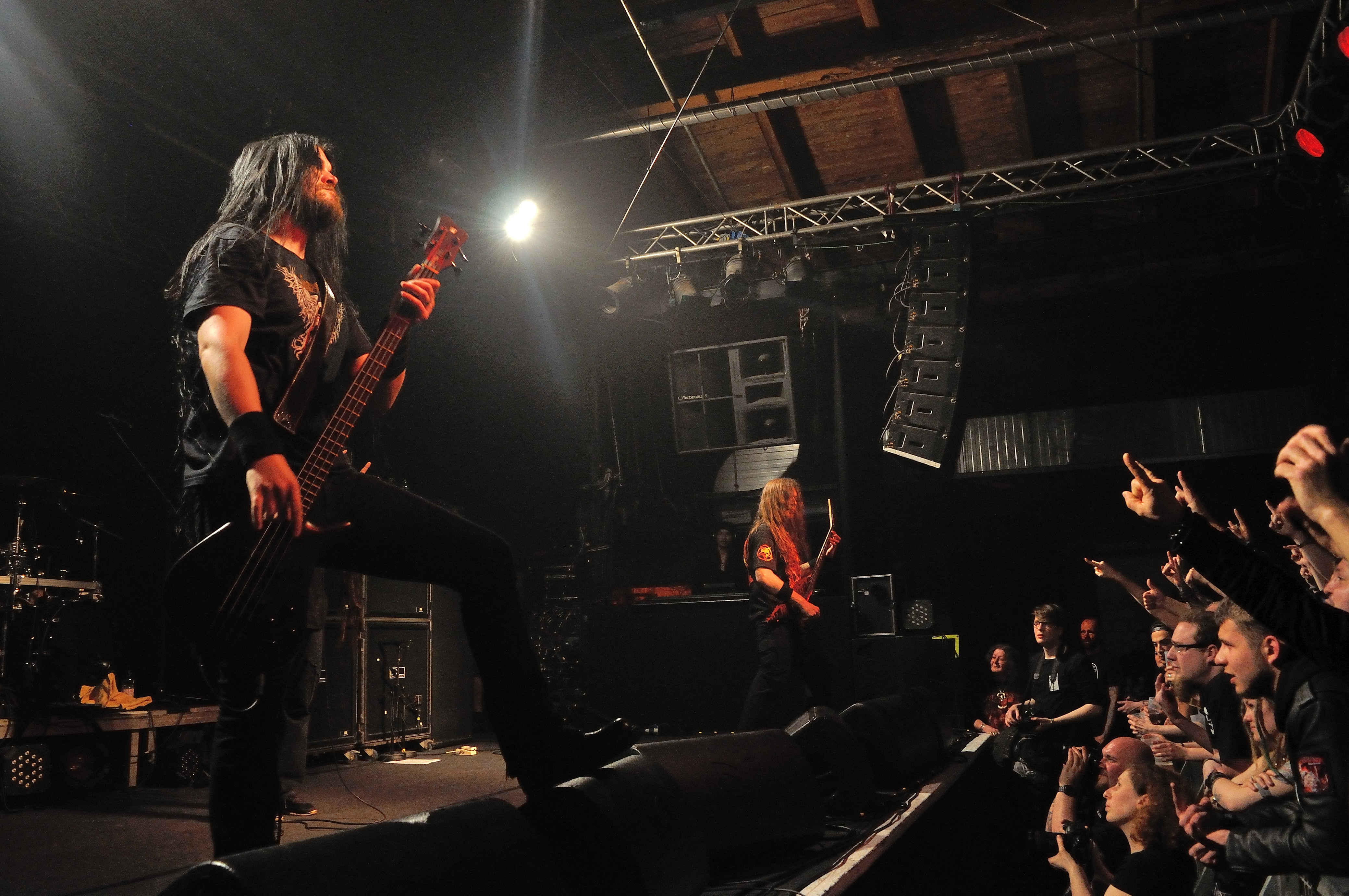
La band rock metal Six Feet Under

Thrasher ha pubblicato una serie di compilation musicali intitolata "Skate Rock" con l'etichetta High Speed Productions. La prima uscita fu nel 1983, con Volume One, e proseguì fino al Volume Eight nel 1990. La serie si concentrò principalmente su punk rock e thrash band, e la maggior parte delle band erano composte da skater, inclusi professionisti noti e star della community come Steve Caballero, Tony Alva, Bob Denike, Brian Brannon, Mofo, Pushead, Chuck Treece e Klaus Grabke.
Dei sette volumi di Skate Rock, tutti i volumi sono stati prodotti come cassette disponibili attraverso la rivista Thrasher. Alcuni volumi erano disponibili anche come dischi in vinile.